# Nathalie Desplat
Nathalie Desplat (Charleroi, 30 maggio 1964) è un'ex cestista belga.

## Carriera
Con il Belgio ha disputato i Campionati europei del 1985.